# Jalapa (község)
Jalapa község Mexikó Tabasco államának középső részén. 2010-ben lakossága kb. 36 000 fő volt, ebből mintegy 5000-en laktak a községközpontban, Jalapában, a többi 31 000 lakos a község területén található 64 kisebb településen élt.

## Fekvése
A Tabasco állam középső részén elterülő község teljes területe alacsonyan fekvő, csaknem sík vidék, legmagasabb pontja sem éri el a 40 méteres tengerszint feletti magasságot. Éghajlata rendkívül csapadékos (évi 2000–3500 mm eső hull). Fő folyói a Tapa, a La Sierra, az El Zapotal, a La Lagartera, a San Cristóbal és a Teapa, időszakos vízfolyásai közül jelentősebbek a Candú, az Hondo, a Chilón és az El Zapote. A terület csaknek 90%-át legelőként hasznosítják, növénytermesztésre 1% alatti részt (a déli határ mentén).

## Élővilág
A területen változatos állatvilág él. Jellemző fajok (közülük sok fenyegetett) a különféle krokodilok, leguánok, a közönséges óriáskígyó, a Basicus vittatus nevű hüllő, a hollókeselyű, a karvalyok, a fakó erdeityúk, tukánok, a Pisilorhinus mono nevű madár, a nagy kócsag, a piroscsőrű fütyülőlúd, a Cassidix mexicanus nevű madár, a kanadai vidra, az erdei vattafarkúnyúl, a kilencöves tatu, a Sciurus aureogaster nevű szürke mókus, a Spilogale gracilis nevű bűzösborzféle, a pettyes paka, a fiahordó oposszum, a Geoffroy-pókmajom és a mellényes bőgőmajom.

## Népesség
A község lakóinak száma a közelmúltban igen gyorsan növekedett, a változásokat szemlélteti az alábbi táblázat:
| Év   | Lakosság |
| ---- | -------- |
| 1990 | 28 413   |
| 1995 | 31 304   |
| 2000 | 32 840   |
| 2005 | 33 596   |
| 2010 | 36 391   |

## Települései
A községben 2010-ben 65 lakott helyet tartottak nyilván. A jelentősebb helységek:
| Település                               | Lakosság (2010) |
| --------------------------------------- | --------------- |
| Jalapa (községközpont)                  | 4999            |
| San Miguel Afuera                       | 1652            |
| Benito González                         | 1526            |
| San Juan el Alto Segunda Sección        | 1496            |
| Aquiles Serdán Primera Sección          | 1473            |
| Astapa                                  | 1215            |
| Tequila Primera Sección (La Aurora)     | 1211            |
| Chichonal Primera Sección               | 1166            |
| Francisco J. Santamaría (Cacao)         | 866             |
| Calicanto Segunda Sección               | 751             |
| Víctor Fernández Manero Segunda Sección | 751             |
| San Juan el Alto Primera Sección        | 729             |
| Emiliano Zapata                         | 692             |
| Chipilinar Segunda Sección (Contreras)  | 642             |
| Chipilinar Cuarta Sección               | 640             |
| Aquiles Serdán Segunda Sección          | 630             |
| Jahuacapa                               | 627             |